# George Tenet

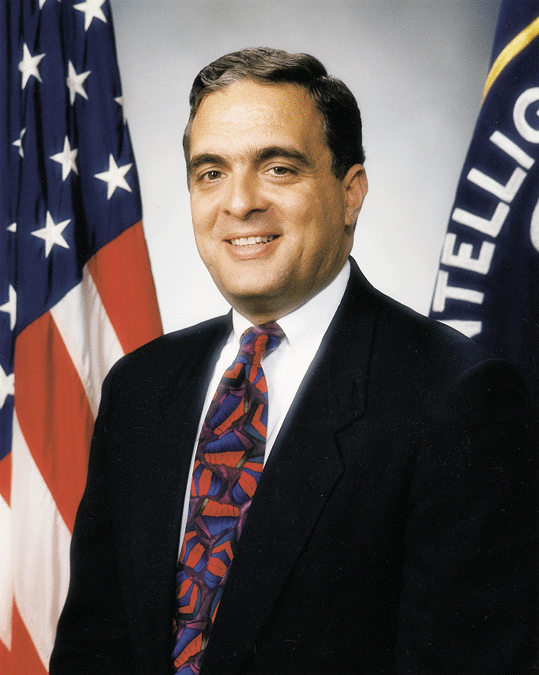
George Tenet

George John Tenet (nacido el 5 de enero de 1953 en Nueva York, Estados Unidos) es un exdirector de la CIA.
Estudió en la Universidad de Georgetown, donde posteriormente sería profesor, y en la Universidad de Columbia. Tenet ocupó el puesto de director de la CIA entre julio de 1997 y julio de 2004, su mandato es el segundo más extenso en la historia de la CIA - solo superado por Allen Dulles-, así como uno de los pocos que ha ejercido bajo el mandato de dos presidentes (Bill Clinton y George W. Bush). Después de los ataques terroristas de Al-Qaeda el 11 de septiembre de 2001, el Pentágono y el World Trade Center, Tenet presentó una campaña contra el terrorismo en 80 países. En febrero de 2008 se convirtió en un director gerente en el banco de negocios Allen & Company.

## Inicios de su carrera
Tenet se convirtió en director de investigación del Instituto Helénico Americano  de 1978 a 1979. Empezó a trabajar para el Senado, primero como asistente legislativo y más tarde como director legislativo del exsenador H. John Heinz III de Pennsylvania (1982-1985). Él era un miembro del personal del Comité de Inteligencia del Senado (SSCI) de 1985-1988, entonces Director de Personal de la SSCI 1988-1993. Más tarde, Tenet se unió al equipo de transición de seguridad nacional del presidente electo Bill Clinton.  Clinton nombró a Tenet Director Senior para programas de inteligencia en el Consejo de Seguridad Nacional (1993-1995).

## Su carrera en la CIA

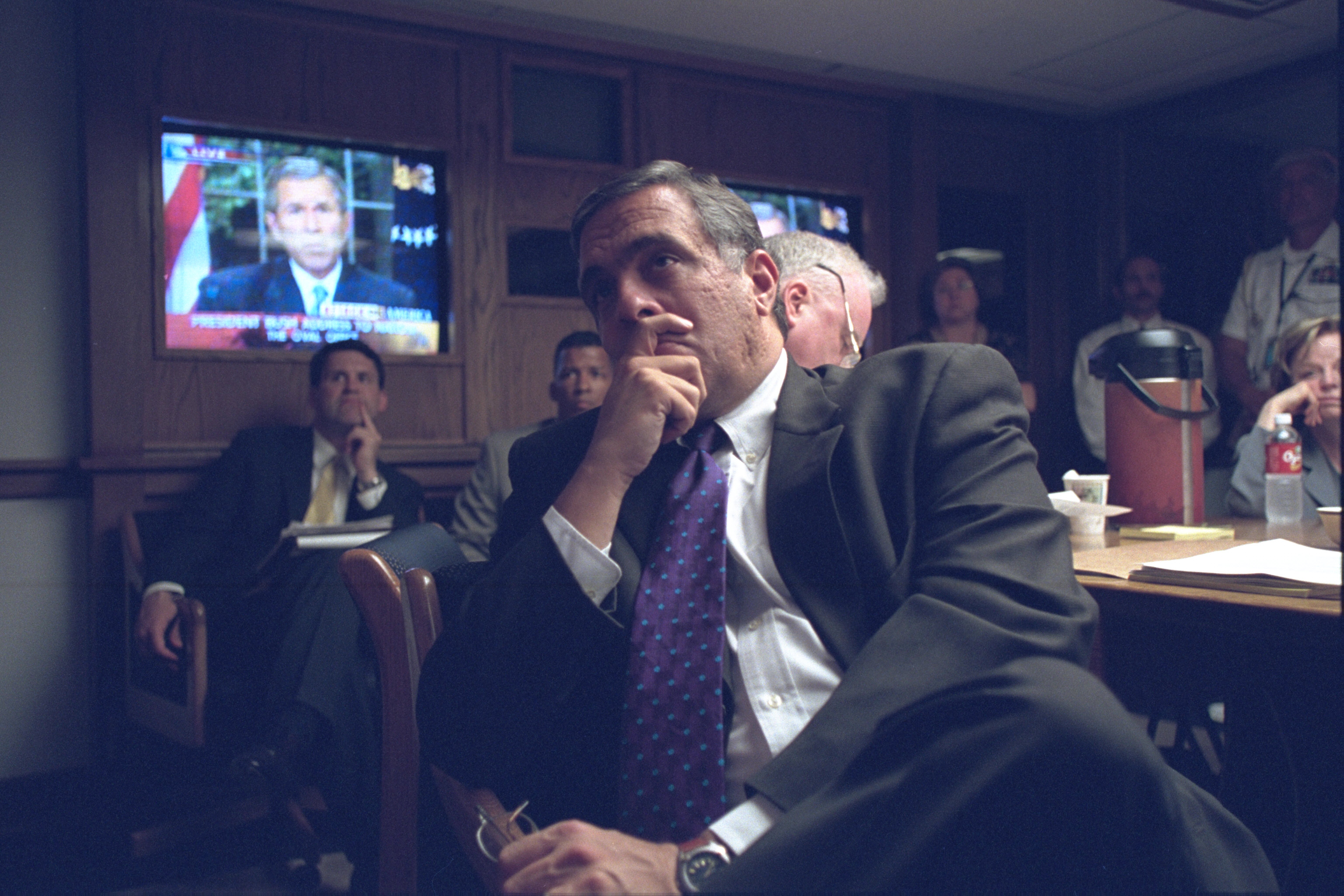
George Tenet escucha el discurso del presidente Bush en el Centro de Operaciones de Emergencia del Presidente (PEOC).

Tenet fue nombrado Director Adjunto de la Agencia Central de Inteligencia en julio de 1995. Después de la renuncia abrupta de John Deutch en diciembre de 1996, Tenet se desempeñó como director interino. Todo esto fue seguido por la retirada de Anthony Lake, cuyo nombramiento había sido bloqueado por los republicanos en el Congreso. Tenet fue entonces oficialmente nombrado Director el 11 de julio de 1997, después de una votación de confirmación por unanimidad en el Senado. Mientras que el director de la CIA típicamente ha sido sustituido por una nueva administración desde que Jimmy Carter, reemplazó al Director de la Agencia George HW Bush. Tenet sirvió hasta el final de la administración Clinton y hasta bien entrado el mandato de George W. Bush.
Tenet se embarcó en una misión de regenerar la CIA, que había caído en tiempos difíciles desde el final de la Guerra Fría. El número de agentes reclutados cada año había caído a su punto más bajo de todos los tiempos, un descenso del 25 por ciento desde el pico de la Guerra Fría. Tenet hizo un llamamiento a la misión original de la agencia, que había sido para "prevenir otro Pearl Harbor." El truco consistía en  ver por donde podría venir el peligro en un mundo posterior a la Guerra Fría. Tenet se centró en los problemas potenciales, tales como la transformación de Rusia y China, "Estados canallas" como Corea del Norte, Irán e Irak y el terrorismo.
- Datos: Q201430
- Multimedia: George Tenet / Q201430